# Anamarija Todorov
Anamarija Todorov, född 12 november 1954, död 17 december 2023, var en svensk poet och förskollärare. Todorov kom ursprungligen från det forna Jugoslavien. Hennes diktsamling Fröken Forever från 2017 har av kritiker jämförts med författarna Sonja Åkesson, Maja Ekelöf, Jenny Wrangborg och Kristian Lundberg.